# Coalición Popular
Coalición Popular (CP) fue una coalición electoral de varios partidos políticos españoles de derecha nacionales y regionales; para concurrir juntos a diversas elecciones generales, autonómicas y municipales, entre 1983 y 1987.

## Historia
Los primeros antecedentes de la coalición se remontan a 1982, cuando aún no estaba oficializado el nombre de "Coalición Popular", y era denominada simplemente como AP-PDP, utilizando las siglas de los partidos que la conformaban: Alianza Popular (AP) y el Partido Demócrata Popular (PDP), los cuales presentaron una candidatura conjunta para las elecciones generales de 1982, y para el cual suscribieron un acuerdo de coalición el 13 de septiembre de 1982 en conjunto con Unión del Pueblo Navarro (UPN), Partido Aragonés Regionalista (PAR), Convergencia Navarra (CN) y Unión Valenciana (UV).
La primera vez que surge el nombre de Coalición Popular es en los primeros meses de 1983, en la campaña para las elecciones municipales y autonómicas del 8 de mayo de ese mismo año. En ese entonces los integrantes de la coalición eran AP y PDP, además de la Unión Liberal (UL), quienes conformaron un comité coordinador de partidos el 2 de marzo de dicho año.
- La coalición la formaban:
  - Alianza Popular,
  - el Partido Demócrata Popular y
  - el Partido Liberal, este último surgido a finales de 1984 de la fusión 
    - de la Unión Liberal de Pedro Schwartz con
    - el Partido Liberal, liderado por Enrique Larroque y Bernardo Rabassa.

También se integraron en ella los partidos regionalistas 
- - Unión Valenciana,
  - Unión del Pueblo Navarro,
  - Partido Aragonés Regionalista y
  - Centristas de Galicia.

Presentó como candidato a la Presidencia del Gobierno en las elecciones generales de 1986 a Manuel Fraga Iribarne, obteniendo Coalición Popular, finalmente, un total de 5.247.677 votos (el 25,97%) y 105 diputados (69 de AP, 21 del PDP, 12 del PL, 2 de UPN y 1 de CdG).
Tras estas elecciones, el Partido Demócrata Popular abandonó la coalición para concurrir en solitario a las elecciones autonómicas y locales de 1987, mediante la inscripción de sus diputados electos en el Grupo Mixto del Congreso de los Diputados el 15 de julio de 1986. Después pasó a denominarse Democracia Cristiana y, liderado por Javier Rupérez, se integró en 1989 en el Partido Popular, al igual que Alianza Popular, el Partido Liberal y Centristas de Galicia. El pacto entre AP y el PDP fue deshecho formalmente el 21 de julio de 1986, aunque se mantuvieron los acuerdos programáticos en los gobiernos de Cantabria, Galicia y Baleares. El 19 de enero de 1987 los diputados del Partido Liberal pasaron del Grupo Parlamentario Popular al Grupo Mixto, acabando de dicha forma la Coalición Popular.
Asimismo, cabe añadir que el término «Coalición Popular» también se utilizó para referirse a coaliciones electorales lideradas por Alianza Popular y en las que tomaron parte algunas de las formaciones mencionadas más arriba, especialmente de cara a las elecciones autonómicas y municipales de 1983.

## Resultados electorales

### Congreso de los Diputados / Senado
| Elección | Congreso de los Diputados | Congreso de los Diputados | Congreso de los Diputados | Congreso de los Diputados | Congreso de los Diputados | Senado  | Senado | Posición | Gobierno  | Líder        |
| Elección | Votos                     | %                         | ±pp                       | Escaños                   | +/−                       | Escaños | +/−    | Posición | Gobierno  | Líder        |
| -------- | ------------------------- | ------------------------- | ------------------------- | ------------------------- | ------------------------- | ------- | ------ | -------- | --------- | ------------ |
| 1982AB   | 5 548 107                 | 26,4%                     | 20,1                      | 107/350                   | 96                        | 54/208  | 51     | #2       | Oposición | Manuel Fraga |
| 1986     | 5 247 677                 | 26,0%                     | 0,4                       | 105/350                   | 2                         | 63/208  | 9      | #2       | Oposición | Manuel Fraga |

A Lista conjunta entre AP y PDP con AP como partido principal; el nombre Coalición Popular aún no estaba oficializado.

B Resultados de 1982 comparados con los totales de Coalición Democrática en la elección de 1979.

### Elecciones municipales
| Concejos municipales | Concejos municipales | Concejos municipales | Concejos municipales | Concejos municipales | Concejos municipales | Concejos municipales | Concejos municipales |
| Elección             | Votos                | %                    | ±pp                  | Escaños              | +/−                  | Posición             | Líder                |
| -------------------- | -------------------- | -------------------- | -------------------- | -------------------- | -------------------- | -------------------- | -------------------- |
| 1983A                | 4 573 005            | 25,6%                | 22,6                 | 20 671/67 312        | 18 332               | #2                   | Manuel Fraga         |

A Resultados de 1983 comparados con los totales de AP en las elecciones de 1979.